# معركة الحاير (البدع)
معركة الحاير (1237هـ - 1821م) وتسمى أيضاً بمعركة (البدع) وذلك نسبةً للمكان التي وقعت فيه المعركة، وقعت عام 1237هـ. بعد سقوط الدولة السعودية الأولى وكان من أهدافها القضاء على قبيلة سبيع التي أستمرت في ولائها للدولة السعودية الأولى، كانت بقيادة (إبراهيم كاشف) ومعه ناصر بن ناصر العايذي امير الرياض وموسى بن مزروع أمير منفوحه. ولقد شكلت هذه المعركة أهمية كبيرة وذلك لأنها رسمت لقيام الدولة السعودية الثانية، وأنهت على الوجود العثماني في نجد آنذاك.

## الخلفية التاريخية
بعد سقوط الدولة السعودية الأولى، على يد ابراهيم باشا واستسلام عبدالله بن سعود عام 1233-1818، لم تتوقف الحملات العسكرية التركية لنجد، وكانت مهامها تصفية أية جيوب للمقاومة، في مختلف مناطق نجد.لم يدم هذا الأمر صافياً إذ ظهر على مسرح الأحداث رجل من أسرة آل سعود هو مشاري بن سعود بن عبد العزيز عام 1235-1819 وكان أبرز من والاه تركي بن عبد الله فأرسل محمد علي باشا حملة عسكرية بقيادة (أبوش أغا) أرسلها حكمدار نجد (حسين بك) والذي قبض على مشاري الذي أرسل إلى مصر فمات في الطريق وأستطاع تركي بن عبد الله الهروب مع من أنظم معه من أهل الجنوب وسبيع وغيرهم وقصد الدرعية فدخلها عام 1236هـ ولم يستديم له الأمر حتى أرسل له (أبوش أغا) رئيس الحامية العسكرية في القصيم ويساندها (فيصل الدويش) وهاجموا تركي في الرياض فهزمهم. هذه الجيوب المقاومة أزعجت السلطان العثماني فأرسل إلى (محمد علي باشا) رسالة تأنيب لعدم قدرتة على أن يستأصل شأفة آل سعود على الوجه المطلوب. فأرسل (حسين بك حكمدار نجد) حملة عسكرية مكونة من 1300 فارس و800 من المشاة مع عدد من المدافع وانضمت معه قبائل من نجد وأستطاع تركي بن عبد الله الأختفاء عنهم، وهم عاثوا فساداً وقتلاً في البلاد. وفي الاخير ظن حسين بك أنه أستطاع أن يقضي على أي أمل في عودة ال سعود فقام بوضع مركزين للحاميات العسكرية أحداها في الرياض والثانية في عنيزه وعاد هو إلى المدينة.

## من أسباب حملة حسين بك
بعد القضاء على الدولة السعودية الأولى بسقوط الدرعية، أراد محمد علي القضاء على بقايا جيوب المقاومة، فكانت قبيلتا سبيع والسهول والتي أستمرت في ولائها بعد سقوط الدرعية، هدفا لمحمد علي ضمن أهدافه. فأرسل لنجد قوة بقيادة حسين بيك. فأرسل حسين حاميتة التي يقودها موسى كاشف تتجه لقبيلة السهول ولكنها تعرضت لهزيمة ساحقة، من قبيلة السهول، وقتل قائدهم (موسى كاشف), وفرت فلولهم ومعهم (عبد الله الجمعي) أمير عنيزة.

## الهزيمة الساحقة
وبعدها بأشهر، سار العسكر الذين في الرياض ومنفوحه بقيادة (إبراهيم كاشف) شقيق (موسى كاشف), ومعهم أمير الرياض ناصر بن ناصر العايذي وأمير منفوحه موسى بن مزروع فأتجهوا لقبيلة سبيع في موقع يقال له (البدع) يقع جنوب الرياض للشرق عن الحاير وكانت قبيلة سبيع بقيادة الأمير (محمد بن دغيم العماني) ومعه بني عامر من قبيلة سبيع . فوقع بينهم قتال شديد. أنهزموا الاتراك هزيمة شنيعه حيث قتل منهم أكثر من 300 فارس وراجل وقُتل قائدهم إبراهيم كاشف وناصر العايذي. وكان ذلك في شهر ذي الحجة من عام 1237هجري

## نتائج المعركة
كانت هذه هي أهم الهزائم التي لحقت بالحملة العثمانية فأخرجتهم إلى خارج البلاد. وسبباً مهماً مهّد لعودة الإمام تركي بن عبدالله آل سعود. والذي على إثرها خرج مع أتباعه
لملاحقة فلولهم الباقية وأستولى على الرياض وبدأ في توسيع دولتة.وأستطاع أن يؤسس لقيام الدولة السعودية الثانية.